# Louis Luyt
Oswald Louis Petrus Poleÿ Luyt (né le 18 juin 1932 à Britstown, province du Cap et mort le 1er février 2013 à Durban au KwaZulu-Natal en Afrique du Sud) est un joueur de rugby à XV, un homme d'affaires et un homme politique sud-africain. Il est président de la fédération sud-africaine de rugby de 1994 à 1998 et député de l'Alliance fédérale de 1999 à 2001.

## Origines et études
Oswald Louis Petrus Poleÿ, couramment appelé Louis Luyt, du nom de son beau-père Charles Poleÿ, est né dans une modeste famille afrikaner de cheminots. Élevé dans le Karoo, joueur de rugby, il est sélectionné plus de cinquante fois, comme seconde ligne, dans l'équipe de rugby de l'état libre d'Orange. Il occupe d'ailleurs à plusieurs reprises le poste de capitaine de l'équipe.
Représentant de commerce dans les années 1960, il suit parallèlement des études supérieures qui lui valent un titre de docteur en administration des affaires de l'université de Pretoria.

## Carrière professionnelle
Il commence sa carrière professionnelle comme vendeur d'engrais de ferme à ferme. Il gravit les échelons du secteur pour aboutir à la tête de sa propre société, Triomf Fertiliser. Il crée sa propre bière, la Luyt Lager, et devient millionnaire, avant de fonder une société d'exploitation du stade Ellis Park, à Johannesbourg.

## Carrière politique

### Du Parti national au Parti démocratique (1974-1994)
Politiquement, Louis Luyt soutient d'abord le Parti national auquel il contribue financièrement. Durant les années 70, il tente de s'emparer du groupe de presse anglophone qui publie le Rand Daily Mail, bête noire du gouvernement Vorster, avant de lancer The Citizen, le premier journal anglophone pro-gouvernemental depuis 1948. Il se trouve compromis à la fin des années 1970 dans le scandale de l'information, dans lequel est impliqué le ministre de l'Information Connie Mulder et qui aboutit à la démission de John Vorster du poste de Premier ministre en 1978 puis celui de président de la République en 1979.
Il finance ensuite une grande campagne mondiale sur la situation du sport en Afrique du Sud, afin de redorer le blason du pays.
En 1987, déçu par le président Pieter Botha, il cesse ses contributions au Parti national et rejoint les partis de l'opposition parlementaire.

### Un dirigeant très politique des fédérations de rugby
En 1988, après des contacts à Lusaka avec des représentants du Congrès national africain (ANC), il organise la logistique sud-africaine qui permet à la South African Rugby Board (SARB - fédération de rugby des blancs) de rencontrer à Harare au Zimbabwe les représentants de la South African Rugby Union (SARU - fédération de rugby des noirs) et de l'ANC pour des contacts exploratoires en vue d'une éventuelle fusion entre la SARB et la SARU.
Il s'engage en 1989 au tout nouveau Parti démocratique, un parti libéral progressiste.
En 1989, Luyt prend la direction de la fédération de rugby du Transvaal (Transvaal Rugby Union).
En août 1992, lors du retour des Springboks sur la scène internationale avec la tournée des All Blacks en Afrique du Sud, le Congrès national africain (ANC) exige que lors du test match à Johannesbourg, une minute de silence soit observée avant le coup de sifflet initial et que le drapeau sud-africain ne soit pas levé ni l'hymne national, Die Stem van Suid-Afrika, entonné. Or, ce 15 août 1992, aucune des conditions posées par l'ANC n'est respectée. Louis Luyt fait jouer l'hymne proscrit repris en cœur par le public et par les joueurs springboks, le drapeau national est abondamment brandi par les spectateurs et la minute de silence bafouée par des cris, des hurlements et des insultes.

#### Président du South African Rugby Board (1994-1998)
En 1995, il devient président de la SARFU (fédération sud-africaine unifiée du rugby) quand les Springboks remportent la Coupe du monde en 1995.
À la suite de la victoire des Springboks sur les All Blacks en finale de cette Coupe du monde, il prononça lors d'un dîner de clôture un discours décrié. Il déclara, en présence des Néo-Zélandais, que les Springboks auraient gagné également les deux précédentes Coupes du monde s'ils avaient pu y participer. Il remercia l'arbitre Derek Bevan pour son « excellent arbitrage » lors de la demi-finale entre l'Afrique du Sud et la France ; Bevan n'avait pas reconnu (en l'absence d'arbitrage vidéo) un essai de dernière minute par le Français Abdelatif Benazzi, qui aurait permis à la France de mener au score. Luyt invita Bevan à monter sur scène pour le récompenser d'une montre en or ; en réaction, de nombreuses personnes, dont Bevan, quittèrent la salle,.
Alors que pour Steve Tshwete, le ministre des Sports sud-africain, « le sport doit être un catalyseur pour l’intégration raciale et la réconciliation », Louis Luyt incarne la résistance de la minorité blanche aux changements dans la sélection des joueurs sud-africains, laquelle voit dans la discrimination positive, dans le sport et le rugby en particulier, une « campagne visant à se débarrasser des Afrikaners et à détruire leur culture ». D'abord accusé de racisme pour ne pas avoir ouvert suffisamment le rugby aux populations noires ou métisses, Luyt est aussi accusé de népotisme et de malversations financières. Poursuivi en justice, il fait citer Nelson Mandela à la barre des témoins pour blanchir son nom. S'il gagne son procès, il est contraint de présenter sa démission le 10 mai 1998 à la suite du vote (informel), par les instances dirigeantes de la fédération, d'une motion de défiance à son encontre et sous la pression du National Sports Council (le conseil national des sports).

### Président-fondateur et député de l'Alliance fédérale
En 1998, Luyt décide de monter un parti politique, l'Alliance fédérale, dévoué à la cause afrikaner. Il est élu député en 1999 et en 2000, s'allie avec le Parti démocratique et le Nouveau Parti national dans l'Alliance démocratique. En août 2000, il annonce son retrait de la vie politique active et abandonne dès 2001 son siège de député. Il reste néanmoins une figure politique active et reprend la direction de l'Alliance fédérale après avoir rompu avec l'Alliance démocratique.
En 2007, il annonce pour la seconde fois son retrait de la vie politique peu de temps après avoir fusionné l'Alliance fédérale dans le Front de la liberté.
Il meurt le 1er février 2013 à l'âge de 80 ans.

## Auto-biographie
- Walking Proud – The Louis Luyt Autobiography, Ed. Don Nelson, 2003, 352 p.

## Interprétation au cinéma
L'acteur Danny Keogh a interprété le personnage de Louis Luyt dans le film Invictus réalisé par Clint Eastwood.